# Ixora calliantha
Ixora calliantha är en måreväxtart som beskrevs av Cornelis Eliza Bertus Bremekamp. Ixora calliantha ingår i släktet Ixora och familjen måreväxter. Inga underarter finns listade i Catalogue of Life.